# 카터바위도마뱀붙이

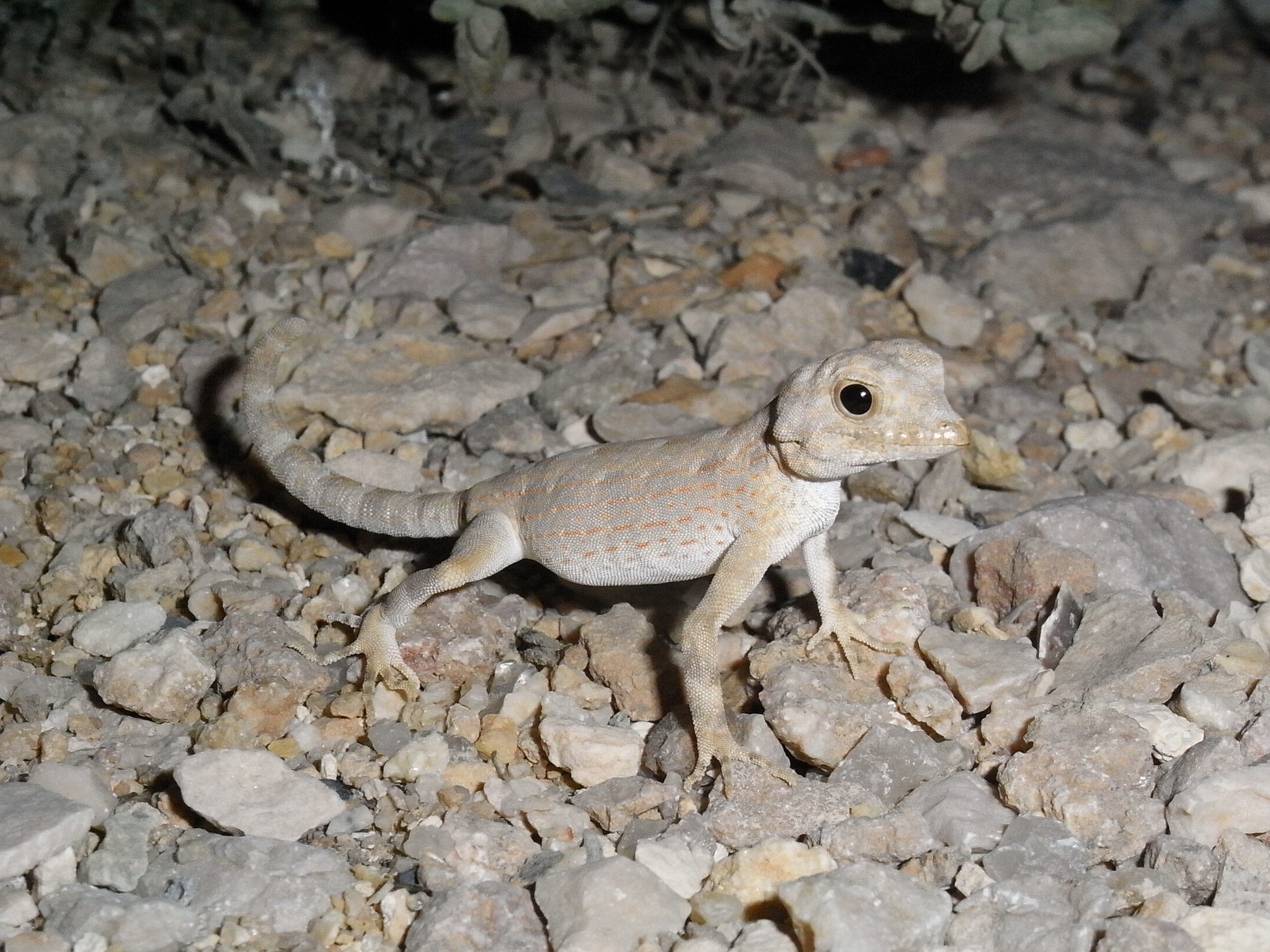

카터바위도마뱀붙이(학명: Pristurus carteri)는 카터 락 게코(Carter's rock gecko), 카터 세마포어 게코(Carter’s semaphore gecko), 오네이트 락 게코(ornate rock gecko), 스콜피온테일 게코(scorpion-tailed gecko)라고도 불리는, 시나이반도의 도마뱀붙이 토착종이다.
종명 carteri는 완전모식표본을 수집한 헨리 카터(Henry Carter)박사를 기려 지었다.

## 아종
대표아종(:en:nominotypical subspecies)인 좀 더 흔한 Pristurus carteri carteri (그레이, 1863), Pristurus carteri tuberculatus 파커, 1931 의 두 아종이 알려져있다.

## 분포
카터바위는 오만에 자생하는데, 바위나 도시 지역에서 햇빛을 쬐는 모습이 곧잘 발견된다.

## 습성
카터바위가 의사소통을 위해 서로 말린 꼬리를 앞뒤로 흔드는 것을 흔히 볼 수 있다. 성적으로 성숙한 수컷의 꼬리에는 토실토실한 돌기가 자라난다. 스콜피온 테일이 두려움을 느끼면 전갈처럼 꼬리를 말며, 심지어 위협행동(:en:Deimatic behaviour)으로서 전갈의 움직임을 따라하기도 한다. 이러한 습성으로 스콜피온테일이라는 이름이 붙었다.
바위도마뱀붙이속, 낮도마뱀붙이속, 난쟁이도마뱀붙이속, 녹색도마뱀붙이속, 아틀라스낮도마뱀붙이속(en:Quedenfeldtia), 나미브낮도마뱀붙이속, 땅딸이도마뱀붙이과의 모든 도마뱀붙이류는 주행성이다. 한편 대개의 도마뱀붙이는 야행성이다.

## 형태
스콜피온 테일은 주둥이에서부터 항문까지의 길이(snout-to-vent length, SVL)가 5-6cm, 꼬리까지의 길이는 8-9cm 정도이다.

## 번식
스콜피온 테일은 부화한지 10개월이 지나면 성적으로 성숙한다. 암컷 성체는 한 번에 한두 개의 알을 낳는데, 이를 온도를 28 °C 정도로 맞춰서 70-90 일 간 부화기에 넣으면 몸길이 3.5–4 cm (1.4–1.6 in) 정도의 새끼가 부화한다.

## 참고 문헌
- Boulenger GA (1885). Catalogue of the Lizards in the British Museum (Natural History). Second Edition. Volume I. Geckonidæ ... London: Trustees of the British Museum (Natural History). (Taylor and Francis, printers). xii + 436 pp. + Plates I-XXXII. (Pristurus carteri, pp. 55–56).
- Gray JE (1863). "Description of a New Lizard obtained by Mr. Henry Carter on the South-east Coast of Arabia". Proc. Zool. Soc. London 1863: 236-237 + Plate XX, figure 2. (Spatalura carteri, new species).
- Parker HW(:en:Hampton Wildman Parker) (1931). "Some Reptiles and Amphibians from S.E. Arabia". Ann. Mag. Nat. Hist., Tenth Series 8: 514-522. (Pristurus carteri tuberculatus, new subspecies).